# إنفانتي غابريل من إسبانيا
إنفانتي غابريل من إسبانيا (بالإسبانية: Gabriel de Borbón) (و. 1752 – 1788 م) هو راعي فنون، ومترجم إسباني، ولد في بورتيشي، توفي عن عمر يناهز 36 عاماً، بسبب جدري.

## جوائز
حصل على جوائز منها:
- وسام فارس رهبانية الصوفة الذهبية
- الصليب الأعظم لنيشان كارلوس الثالث.